# Dalibor
Dalibor je mužské křestní jméno slovanského původu, vzniklé složením výrazu pro „dále“ (nebo také „oddalovat“) a pro „boj“ – jeho význam je tedy „oddalovač boje“ (obdoba řeckého jména Télemachos). Podle českého kalendáře má svátek 4. června.
Opera Dalibor (autor Bedřich Smetana, 1868) zpracovává českou legendu o rytíři Daliborovi z Kozojed, který byl koncem 15. století, kdy vládl Vladislav II. Jagellonský, vězněn na Pražském hradě.

## Domácké podoby
Daliborek, Dali, Dalča, Dalda, Darek, Borek, Dála, Dalek, Dalko, Dája, Dalík, Dalik

## Statistické údaje
Následující tabulka uvádí četnost jména v ČR a pořadí mezi mužskými jmény ve srovnání dvou roků, pro které jsou dostupné údaje MV ČR – lze z ní tedy vysledovat trend v užívání tohoto jména:
| Rok       | Četnost   | Pořadí   |
| --------- | --------- | -------- |
| 1999      | 7908      | 74.      |
| 2002      | 7949      | 75.      |
| Porovnání | o 41 více | o 1 hůře |
| 2006      | 8109      | 72.      |
| 2013      | 8114      | 170.     |

Změna procentního zastoupení tohoto jména mezi žijícími muži v ČR (tj. procentní změna se započítáním celkového úbytku mužů v ČR za sledované tři roky 1999-2002) je +1,3%.

## Dalibor v jiných jazycích
- Slovensky, srbocharvátsky: Dalibor
- Staročesky, staropolsky: Dalebor

## Známí nositelé jména
- Dalibor Brázda – český skladatel
- Dalibor Gondík – český moderátor a herec
- Dalibor Janda – český zpěvák populární hudby
- Dalibor Jedlička – český operní pěvec
- Dalibor z Kozojed – středověký rytíř, předloha stejnojmenné Smetanovy opery
- Dalibor Perković – chorvatský spisovatel
- Dalibor Tureček - český literární historik a folklorista